# Porcellio triaculeatus
Porcellio triaculeatus is een pissebed uit de familie Porcellionidae. De wetenschappelijke naam van de soort is voor het eerst geldig gepubliceerd in 1980 door Albert Vandel.